# Gran Premio del Messico 1968
Il Gran Premio del Messico 1968 fu una gara di Formula 1, disputatasi il 3 novembre 1968 sull'Autodromo Hermanos Rodríguez. Fu la dodicesima ed ultima prova del mondiale 1968 e vide la vittoria di Graham Hill su Lotus-Ford, che con questo risultato divenne campione del mondo per la seconda e ultima volta. Bruce McLaren si classificò al 2º posto, seguito da Jackie Oliver.

## Qualifiche
| Pos | N. | Pilota               | Costruttore   | Scuderia                              | Tempo   | Distacco |
| --- | -- | -------------------- | ------------- | ------------------------------------- | ------- | -------- |
| 1   | 16 | Jo Siffert           | Lotus-Ford    | Rob Walker/Jack Durlacher Racing Team | 1:45.22 | -        |
| 2   | 6  | Chris Amon           | Ferrari       | Scuderia Ferrari SpA SEFAC            | 1:45.62 | +0.40    |
| 3   | 10 | Graham Hill          | Lotus-Ford    | Gold Leaf Team Lotus                  | 1:46.01 | +0.79    |
| 4   | 1  | Denny Hulme          | McLaren-Ford  | Bruce McLaren Motor Racing            | 1:46.04 | +0.82    |
| 5   | 14 | Dan Gurney           | McLaren-Ford  | Anglo American Racers                 | 1:46.29 | +1.07    |
| 6   | 5  | John Surtees         | Honda         | Honda Racing                          | 1:46.49 | +1.27    |
| 7   | 15 | Jackie Stewart       | Matra-Ford    | Matra International                   | 1:46.69 | +1.47    |
| 8   | 3  | Jack Brabham         | Brabham-Repco | Brabham Racing Organisation           | 1:46.80 | +1.58    |
| 9   | 2  | Bruce McLaren        | McLaren-Ford  | Bruce McLaren Motor Racing            | 1:47.00 | +1.78    |
| 10  | 4  | Jochen Rindt         | Brabham-Repco | Brabham Racing Organisation           | 1:47.07 | +1.85    |
| 11  | 12 | Moisés Solana        | Lotus-Ford    | Gold Leaf Team Lotus                  | 1:47.67 | +2.45    |
| 12  | 8  | Pedro Rodríguez      | BRM           | Owen Racing Organisation              | 1:47.80 | +2.58    |
| 13  | 21 | Jean-Pierre Beltoise | Matra         | Matra Sports                          | 1:48.38 | +3.16    |
| 14  | 11 | Jackie Oliver        | Lotus-Ford    | Gold Leaf Team Lotus                  | 1:48.44 | +3.22    |
| 15  | 7  | Jacky Ickx           | Ferrari       | Scuderia Ferrari SpA SEFAC            | 1:49.24 | +4.02    |
| 16  | 23 | Johnny Servoz-Gavin  | Matra-Ford    | Matra International                   | 1:49.27 | +4.05    |
| 17  | 18 | Vic Elford           | Cooper-BRM    | Cooper Car Company                    | 1:49.48 | +4.26    |
| 18  | 17 | Jo Bonnier           | Honda         | Joakim Bonnier Racing Team            | 1:49.96 | +4.74    |
| 19  | 22 | Piers Courage        | BRM           | Reg Parnell Racing                    | 1:50.28 | +5.06    |
| 20  | 9  | Henri Pescarolo      | Matra         | Matra Sports                          | 1:50.43 | +5.21    |
| 21  | 19 | Lucien Bianchi       | Cooper-BRM    | Cooper Car Company                    | 1:50.57 | +5.35    |

## Gara
| Pos | N. | Pilota               | Costruttore/Motore | Giri | Tempo/Ritiro     | Griglia | Punti |
| --- | -- | -------------------- | ------------------ | ---- | ---------------- | ------- | ----- |
| 1   | 10 | Graham Hill          | Lotus-Ford         | 65   | 1:56:43.95       | 3       | 9     |
| 2   | 2  | Bruce McLaren        | McLaren-Ford       | 65   | + 1:19.32        | 9       | 6     |
| 3   | 11 | Jackie Oliver        | Lotus-Ford         | 65   | + 1:40.65        | 14      | 4     |
| 4   | 8  | Pedro Rodríguez      | BRM                | 65   | + 1:41.09        | 12      | 3     |
| 5   | 17 | Jo Bonnier           | Honda              | 64   | + 1 Giro         | 18      | 2     |
| 6   | 16 | Jo Siffert           | Lotus-Ford         | 64   | + 1 Giro         | 1       | 1     |
| 7   | 15 | Jackie Stewart       | Matra-Ford         | 64   | + 1 Giro         | 7       |       |
| 8   | 18 | Vic Elford           | Cooper-BRM         | 63   | + 2 Giri         | 17      |       |
| 9   | 9  | Henri Pescarolo      | Matra              | 62   | + 3 Giri         | 20      |       |
| 10  | 3  | Jack Brabham         | Brabham-Repco      | 59   | Pressione olio   | 8       |       |
| Rit | 23 | Johnny Servoz-Gavin  | Matra-Ford         | 57   | Accensione       | 16      |       |
| Rit | 14 | Dan Gurney           | McLaren-Ford       | 28   | Sospensioni      | 5       |       |
| Rit | 22 | Piers Courage        | BRM                | 25   | Motore           | 19      |       |
| Rit | 19 | Lucien Bianchi       | Cooper-BRM         | 21   | Motore           | 21      |       |
| Rit | 5  | John Surtees         | Honda              | 17   | Surriscaldamento | 6       |       |
| Rit | 6  | Chris Amon           | Ferrari            | 16   | Trasmissione     | 2       |       |
| Rit | 12 | Moisés Solana        | Lotus-Ford         | 14   | Alettone         | 11      |       |
| Rit | 1  | Denny Hulme          | McLaren-Ford       | 10   | Sospensioni      | 4       |       |
| Rit | 21 | Jean-Pierre Beltoise | Matra              | 10   | Sospensioni      | 13      |       |
| Rit | 7  | Jacky Ickx           | Ferrari            | 3    | Accensione       | 15      |       |
| Rit | 4  | Jochen Rindt         | Brabham-Repco      | 2    | Accensione       | 10      |       |

## Statistiche

### Piloti
- 2º e ultimo Titolo Mondiale per Graham Hill
- 13° vittoria per Graham Hill
- 1° pole position per Jo Siffert
- 1° podio per Jackie Oliver
- Ultimo Gran Premio per Lucien Bianchi e Moisés Solana

### Costruttori
- 3º Titolo Mondiale per la Lotus
- 34ª vittoria per la Lotus

### Motori
- 15ª vittoria per il motore Ford Cosworth
- 100º Gran Premio per il motore BRM

### Giri al comando
- Graham Hill (1-4, 9-21, 25-65)
- Jackie Stewart (5-8)
- Jo Siffert (22-24)

## Classifiche Mondiali

### Piloti
| Pos | Pilota               | Punti |
| --- | -------------------- | ----- |
| 1   | Graham Hill          | 48    |
| 2   | Jackie Stewart       | 36    |
| 3   | Denny Hulme          | 33    |
| 4   | Jacky Ickx           | 27    |
| 5   | Bruce McLaren        | 22    |
| 6   | Pedro Rodríguez      | 18    |
| 7   | John Surtees         | 12    |
|     | Jo Siffert           | 12    |
| 9   | Jean-Pierre Beltoise | 11    |
| 10  | Chris Amon           | 10    |
| 11  | Jim Clark            | 9     |
| 12  | Jochen Rindt         | 8     |
| 13  | Ludovico Scarfiotti  | 6     |
|     | Richard Attwood      | 6     |
|     | Johnny Servoz-Gavin  | 6     |
|     | Jackie Oliver        | 6     |
| 17  | Lucien Bianchi       | 5     |
|     | Vic Elford           | 5     |
| 19  | Brian Redman         | 4     |
|     | Piers Courage        | 4     |
| 21  | Dan Gurney           | 3     |
|     | Jo Bonnier           | 3     |
| 23  | Silvio Moser         | 2     |
|     | Jack Brabham         | 2     |

### Costruttori
| Pos | Team          | Punti |
| --- | ------------- | ----- |
| 1   | Lotus-Ford    | 62    |
| 2   | McLaren-Ford  | 49    |
| 3   | Matra-Ford    | 45    |
| 4   | Ferrari       | 32    |
| 5   | BRM           | 28    |
| 6   | Cooper-BRM    | 14    |
|     | Honda         | 14    |
| 8   | Brabham-Repco | 10    |
| 9   | Matra         | 8     |
| 10  | McLaren-BRM   | 3     |